# Kathedrale von Etschmiadsin

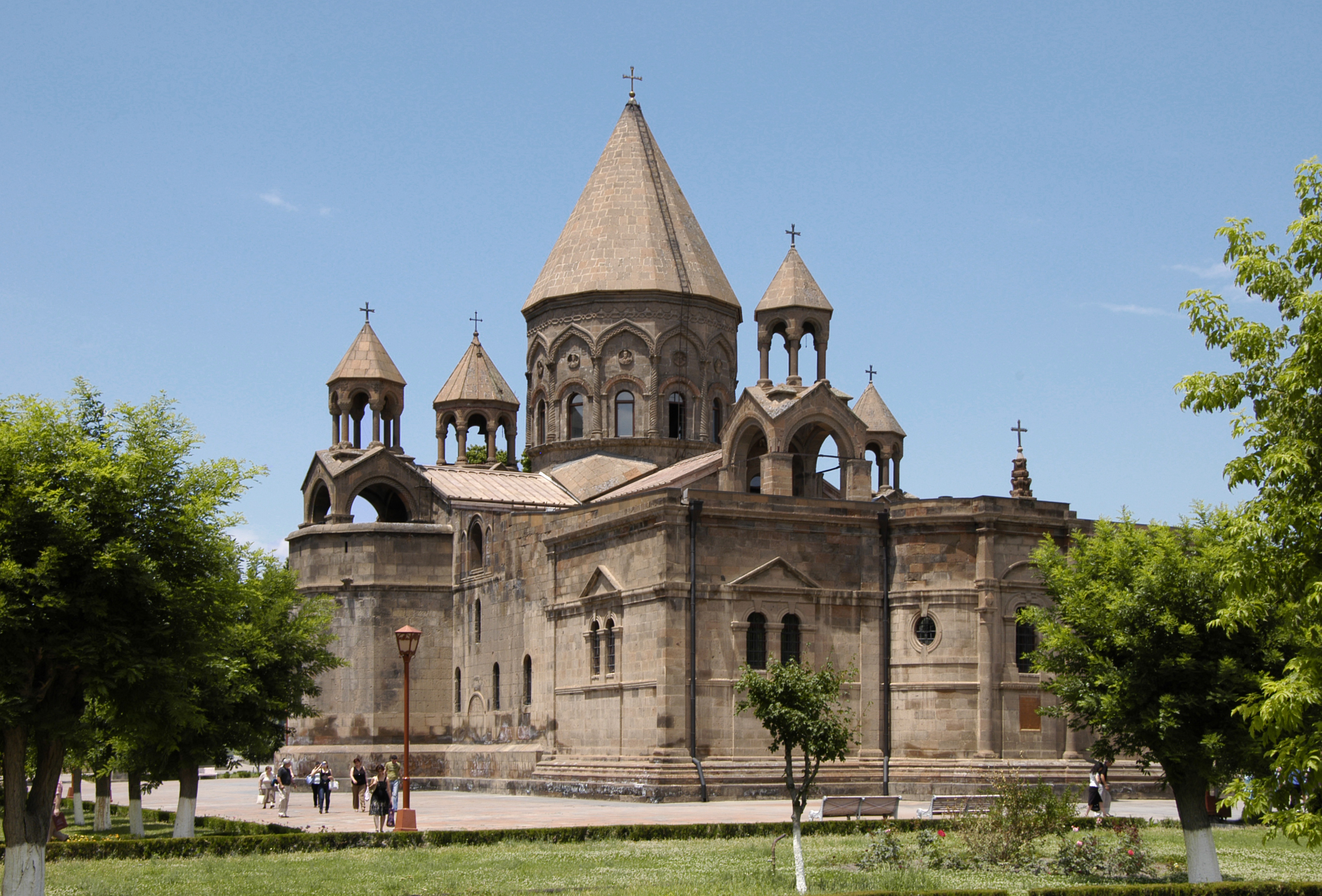
Kathedrale von Etschmiadsin

Die Kathedrale von Etschmiadsin (armenisch Մայր Տաճար Սուրբ Էջմիածին Majr Tatschar Surb Edschmiazin, deutsch ‚Mutterkirche des heiligen Etschmiadsin‘) ist eine armenisch-apostolische Kirche. Sie befindet sich in der armenischen Provinz Armawir in der Stadt Wagharschapat (auch bekannt als Etschmiadsin, armenisch für „Herabgestiegen ist der Eingeborene“, nach dem Namen der Kathedrale), die etwa 20 km westlich von Jerewan liegt.
Die Kirche ist Teil einer Klosteranlage und Kathedrale des Patriarchen der armenisch-apostolischen Kirche, des Katholikos des Heiligen Stuhles von St. Etschmiadsin und Aller Armenier. Sie wird als der älteste christliche Ort der Armenier verehrt und stellt das religiöse Zentrum des Landes dar. Sie wird als erste von einem Staat erbaute christliche Kirche angesehen und war zu Zeiten der Sowjetunion älteste Kirche auf deren Territorium. Die Kathedrale ist eines der bedeutendsten Baudenkmäler Armeniens.
Ein ab 301 auf Geheiß des ersten Katholikos Gregor der Erleuchter über den Fundamenten eines heidnischen Tempels errichteter Kirchenbau soll im August 303 eingeweiht worden sein. In den 480er Jahren erfolgte ein Neubau mit Holzdach, an dessen Stelle Anfang des 7. Jahrhunderts ein Vorläufer des heutigen Zentralbaus errichtet wurde. Die im 17. Jahrhundert grundlegend restaurierte Kirche wird seit 2000 als UNESCO-Weltkulturerbe gelistet. In der Kathedrale befindet sich ein Museum, in dem Reliquien und Schätze ausgestellt sind.

## Geschichte
Der durch den armenischen Historiker Agathangelos im Jahr 491 überlieferten Legende nach zeigte Jesus in einer Vision Gregor dem Erleuchter den Ort, an dem er die Kathedrale gründen sollte. Jesus schlug mit einem goldenen Hammer auf eine Stelle, an der daraufhin ein kreisförmiges Fundament aus Gold, eine lange Feuersäule mit einem Kapitell aus Wolken und ein Lichtkreuz erschienen. Die Kirche wird deshalb auch als „durch Licht veranschaulicht“ bezeichnet. In der gleichen Vision sollen Gregor dem Erleuchter die Orte des Martyriums der Hripsime, der Gajane und ihrer 35 Jungfrauen erschienen sein. Der nach seiner Heilung durch Gregor zum Christentum konvertierte armenische König Trdat III. entließ ihn nach 13 Jahren aus der Gefangenschaft im Höhlenverlies in Chor Virap, zu der er Gregor 288 verurteilt hatte. Bald danach errichtete Gregor ab dem Jahr 301 an der Stelle, die er in seiner Vision gesehen hatte, über dem Altar eines Feuertempels in Wagharschapat eine Basilika mit Gewölbe, deren Bau im August 303 abgeschlossen wurde. Die Konsekration des Bauwerks fand am Samstag vor Mariä Himmelfahrt statt, weshalb es nach ihr St. Maria benannt wurde. Bald aber wurden Kathedrale und Stadt nicht mit ihrem eigentlichen Namen bezeichnet, sondern anlehnend an die Vision Gregors Etschmiadsin genannt, was mit „Herabgestiegen ist der Eingeborene“ übersetzt werden kann. Etschmiadsin wurde damals das Katholikat der Armenier und gilt als erste von einem Staat errichtete christliche Kirche.

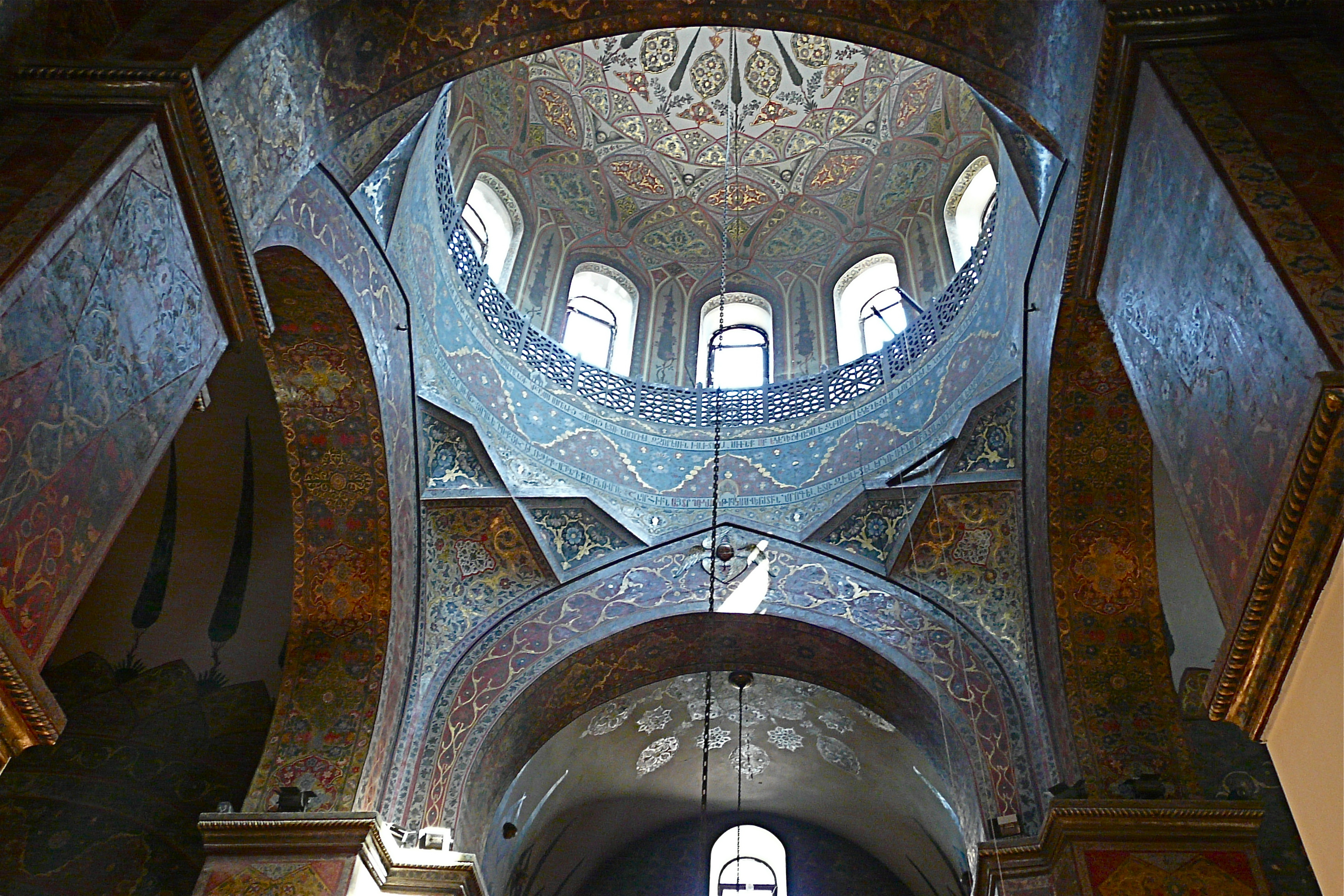
Blick in die Kuppel

Als der persische Großkönig Schapur II. 360 in Armenien einfiel, wurde die Kathedrale beim Versuch, sie in einen zoroastrischen Tempel umzugestalten, ernsthaft beschädigt. Nach seinem Rückzug ordnete der Katholikos Nerses I. ihren Wiederaufbau an. Nach der Entwicklung des Armenischen Alphabets durch Mesrop Maschtoz wurde die erste Schule, an der es gelehrt wurde, zu Beginn des 5. Jahrhunderts auf dem Klostergelände gegründet. Auf Befehl des sassanidischen Gouverneurs der Provinz Armenien, Wahan Mamikonjan, wurde die durch gewalttätige Aufstände ernsthaft beschädigte Basilika im Jahr 484 durch eine Kirche mit kreuzförmigen Grundschema und einer Kuppel ersetzt. Im selben Jahr verlegte der Katholikos des Heiligen Stuhles von St. Etschmiadsin und Aller Armenier seinen Sitz nach Dvin, das in dieser Zeit das politische Zentrum Armeniens war, während Etschmiadsin weiterhin sein spirituelles Herz blieb.
Nach dem armenischen Bischof und Historiker Sebeos wurde die Kathedrale 618 vom Katholikos Komitas renoviert. Dabei wurde die Holzkuppel gegen eine identische, bis heute bestehende steinerne ausgetauscht, die auf vier massiven Säulen ruht, welche über Arkaden mit den Außenmauern verbunden sind. Die beiden nördlichen Säulen bestehen schon seit dem 4. bis 5. Jahrhundert. 
Obwohl gemäß dem Beschluss einer ekklesiologischen Versammlung der armenisch-apostolischen Kirche von 1441 der Sitz des Katholikos des Heiligen Stuhles und Aller Armenier aus Sis zurück nach Etschmiadsin verlagert wurde, wo er bis heute ist, erfolgte der nächste Umbau der Kathedrale erst deutlich später. Ab 1627 wurden dringende Renovierungsarbeiten notwendig, vor allem die Kuppel, deren kegelförmige Außenhülle fehlte, und das Dach betreffend. Zudem waren einige Steine aus den Mauern gefallen, deren Sockel stark beschädigt waren und Löcher hatten. Unter dem Katholikos Moses III., der von 1629 bis 1632 amtierte, begann man die Reparatur der Kuppel, der ein Tambour hinzugefügt wurde. Er ließ außerdem eine Mauer mit acht Türmen um den Klosterkomplex errichten, neue Wohnräume und ein Gästehaus im Osten, Klosterzellen im Norden und Süden, ein Refektorium, eine Bäckerei und einen Kornspeicher im Süden. Der Großteil dieser Ausbauten wurde im Osmanisch-Safawidischen Krieg in den Jahren 1635 und 1636 zerstört, ohne dass die Kathedrale selber Schaden nahm. Unter seinem Nachfolger Phillip wurden die Renovierungsarbeiten abgeschlossen.

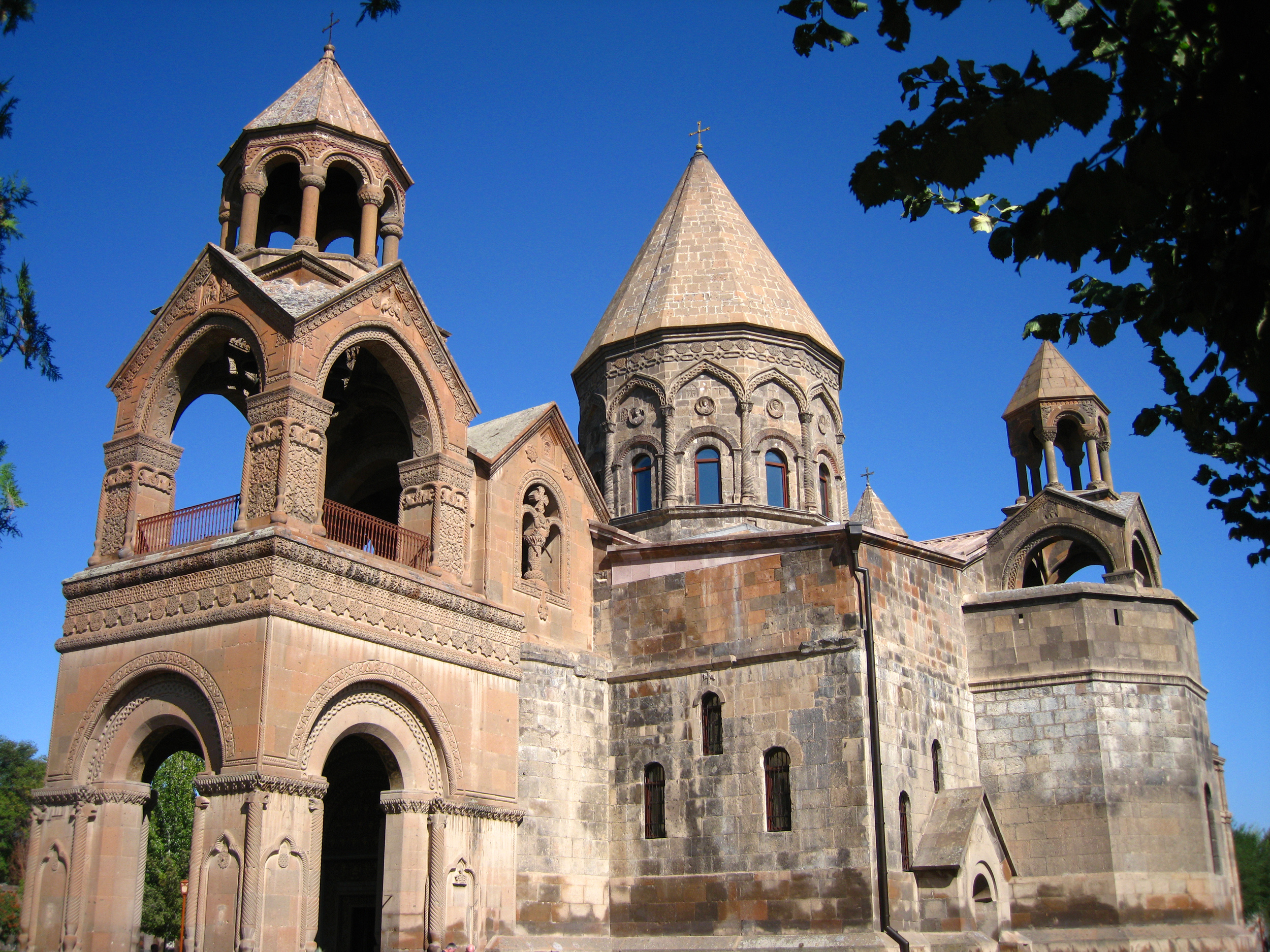
Blick auf Kathedrale, westlichen (links) und südlichen (rechts) Glockenturm

1654 ließ er einen dreigeschossigen Glockenturm vor dem Westportal erbauen, der von seinem Nachfolger Jakob IV. 1664 verziert und ausgeschmückt wurde. Unter Eliasar kamen im Jahr 1682 Glockentürme am Nord-, Süd- und Ostflügel der Kathedrale hinzu. Die Glockentürme ruhen auf vier Stützen und haben oben eine Rotunde aus acht Säulen. Sie überragen die Apsiden, also die vom Grundriss her halbkreisförmigen Anbauten an den Hauptraum, was der Kathedrale einen fünfkuppligen Eindruck verleiht. Die Glockentürme sind, anders als die nüchtern gehaltene Außenfassade, mit zarten Steinreliefs verziert.
Der Katholikos Georgios IV. reparierte die Ostmauer und fügte ein Museum mit drei Kapellen hinzu. Ein weiterer Umbau soll unter dem Katholikos Nerses V., der von 1843 bis 1857 amtierte, stattgefunden haben. Der Katholikos Mkrtitsch Chrimjan ließ große Teile der Inneneinrichtung in Museen überführen. In der zweiten Hälfte des 19. Jahrhunderts wurde eine Sakristei gebaut, in der sich heute das Museum befindet. 1921 brach der Glockenturm der südlichen Apsis ein und wurde durch einen kegelförmigen Bau ersetzt.
Mit Beginn der armenischen Sowjetrepublik im Jahr 1920 wurde die Situation für die Kirche schwieriger. Der Gottesdienst wurde verboten, der Landbesitz des Etschmiadsin-Klosters zur kollektiven Bewirtschaftung aufgeteilt, das Priesterseminar zu einer öffentlichen Schule umfunktioniert und Museum und Bibliothek zu staatlichen wissenschaftlichen Instituten erklärt. Der spätere Katholikos Georgios VI. erreichte 1945 bei Verhandlungen in Moskau eine weitgehende Normalisierung der Lage, unter anderem durfte wieder ein Katholikos gewählt werden, die Priesterseminare ihre Tätigkeit aufnehmen und die Diözesen sich reorganisieren. Er ließ in der Folge die Kathedrale umfangreich renovieren, appellierte an alle Armenier, also auch an die im Ausland lebenden, dabei zu helfen und erhielt seiner Verdienste wegen im Volk den Beinamen „Patriotischer Katholikos“. Als Spender taten sich in den Jahren nach 1945 besonders Calouste Gulbenkian hervor, ein britischer Ingenieur und Geschäftsmann in der Ölindustrie armenischer Abstammung, und, während des Katholikats von Wasgen I., Alex Manoogian, ein armenisch-amerikanischer Industrieller, und seine Kinder.
Bei Ausgrabungen und Renovierungsarbeiten in den Jahren 1955 bis 1956 wurde eine urartäische Stele, Fragmente eines altertümlichen Mosaiks, Wandmalereien und die Überreste eines Scheiterhaufens aus einem vorchristlichen Feuertempel unter dem Altar der Ostapsis gefunden. Dadurch und mittels weiterer Funde in dieser Zeit erhielt man Hinweise auf Form und Struktur der Kirche im vierten Jahrhundert.
Lange Zeit wurde in der Kathedrale die größte Sammlung armenischer Manuskripte aufbewahrt, bevor sie an das Zentralarchiv für armenische Handschriften, das Matenadaran in Jerewan, übergeben wurde.
Am 30. November 2000 wurde die Kathedrale zusammen mit den ebenfalls in Etschmiadsin liegenden Kirchen Sankt-Hripsime, Sankt-Gajane und Schoghakat sowie der Ruine der Kathedrale von Swartnoz als UNESCO-Welterbe anerkannt.

## Architektur
Auf Grundlage archäologischer Entdeckungen der 1950er lässt sich der Aufbau der ursprünglichen Kirche weitgehend rekonstruieren. Es handelte sich um eine einschiffige Basilika mit Gewölbe und zwei schmalen Seitenschiffen. Sechs T-förmige Säulen unterteilten die Kirche in zwölf Joche. Die Ostapsis war innen hufeisenförmig, nach außen pentagonal gebaut. Es gibt auch andere Ansichten unter Kunsthistorikern, die zum Beispiel von vier Säulen ausgehen, eine Gewölbehalle als ursprüngliche Gebäudeform annehmen oder im heutigen Grundriss den ursprünglichen Kernbau sehen.

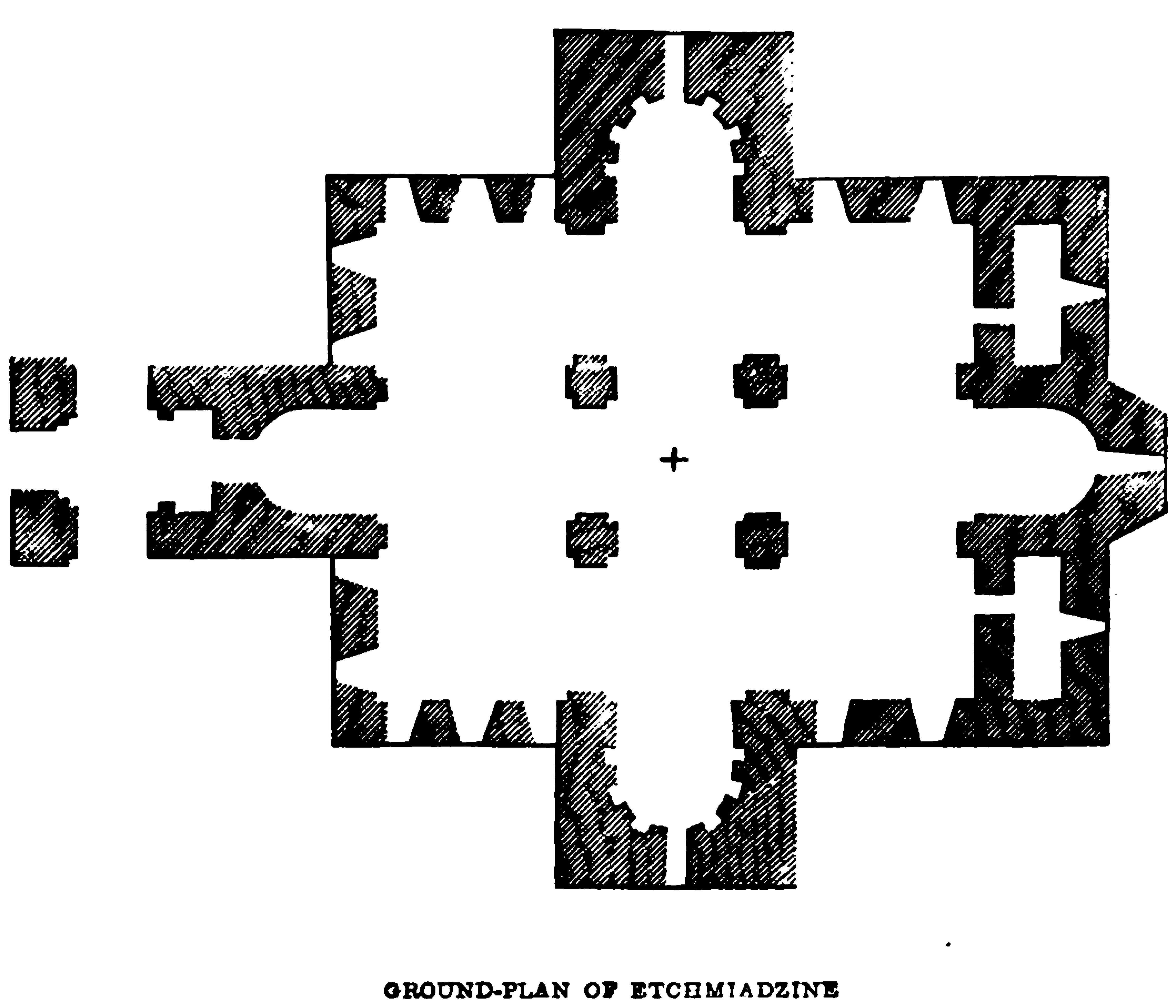
Grundriss der Kathedrale vor den Umbauten (Ende des 19. Jahrhunderts)

Gesichert ist, dass sich an der Form der Kathedrale, einem quadratischen Tetrakonchos, seit dem fünften Jahrhundert trotz vieler Bauarbeiten nichts grundlegendes geändert hat. Sie hat einen kreuzförmigen Grundriss mit einer zentralen Kuppel, vier freistehende Pfeiler und vier ausladende Apsiden, die nach innen halbkreisförmig, nach außen polygonal aufgebaut sind. Etschmiadsin zählt als älteste Kirche dieses Stils, der sich über Byzanz bis nach Europa ausbreitete. Außen trapezförmig weisen die Apsiden im Inneren zwei Seitenräume auf. Die zentralen Pfeiler, kreuzförmig zueinander stehend, unterteilen das Innere in neun gleich große rechtwinklige Abschnitte. Bis auf die Kuppel geht der Plan der Kirche auf die 480 durchgeführten Renovierungsarbeiten zurück und ähnelt stark dem der Kirche von Bagaran aus dem 7. Jahrhundert.
Die Kathedrale hat drei Eingänge. Das Hauptportal befindet sich unter dem westlichen Glockenturm, die anderen Eingänge liegen im süd- und nordwestlichen Winkel der Kathedrale. Ursprünglich gab es im Osten ein weiteres Portal, durch das früher Trdat III. mit seiner Familie die Kathedrale betreten haben soll, und das heute nur noch anhand eines entsprechenden Gewölbes zu erahnen ist.
Zwei Reliefs in der äußeren Nordmauer stammen aus dem 5. Jahrhundert und haben noch griechische Inschriften. Dieser Teil ist der älteste noch bestehende der Außenmauer, die viele alte florale und geometrische Motive schmücken. Auf dem einen dieser Reliefs sind Petrus und die heilige Thekla dargestellt. Das zweite Relief stellt ein Medaillon dar, in dem sich ein Kreuz befindet, welches von zwei Tauben flankiert wird. Zahlreiche Inschriften umgeben das Medaillon und nennen unter anderem die Namen der Stifter. Dieses Motiv ist bereits in einem armenischen Mausoleum von 364 bekannt.

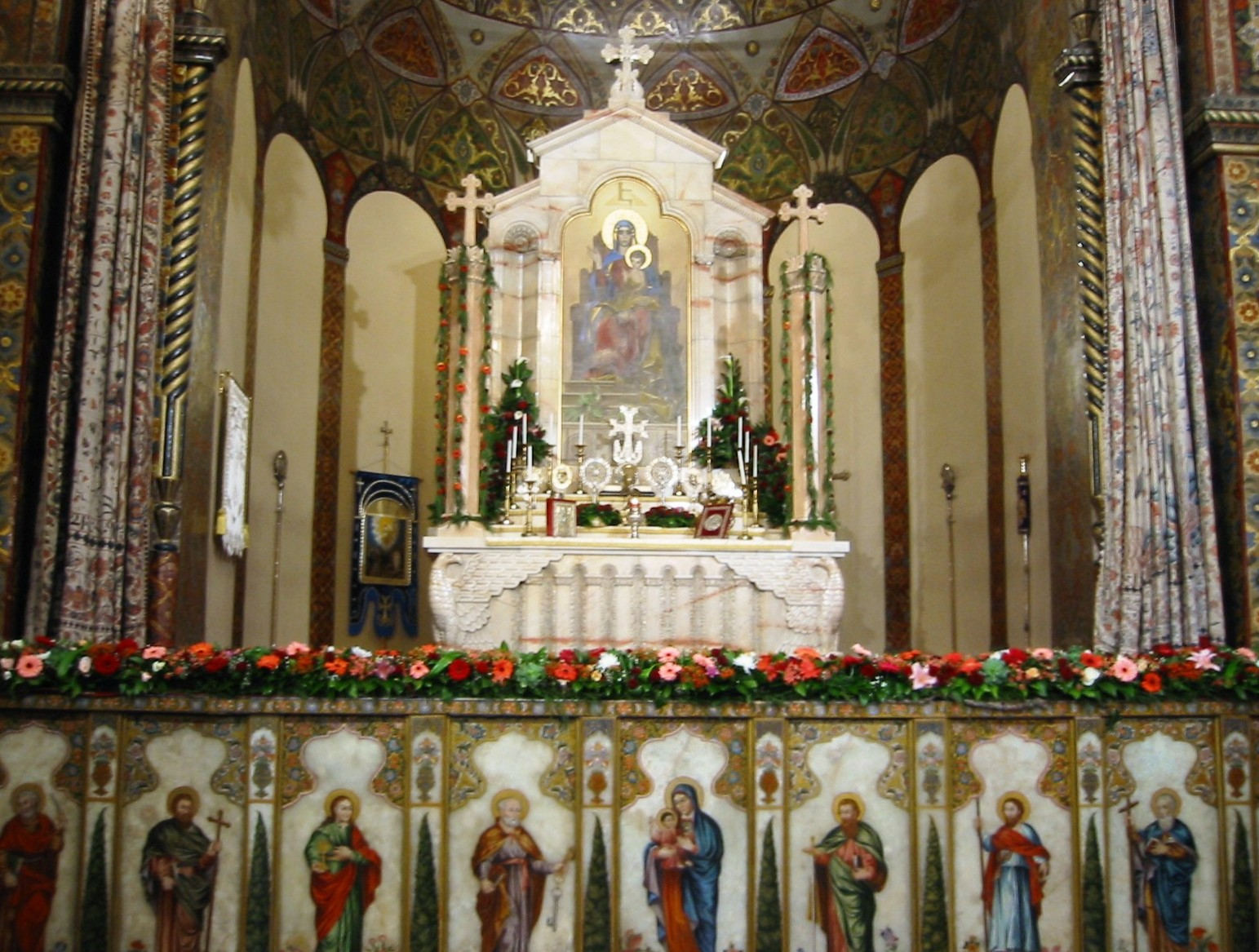
Altar

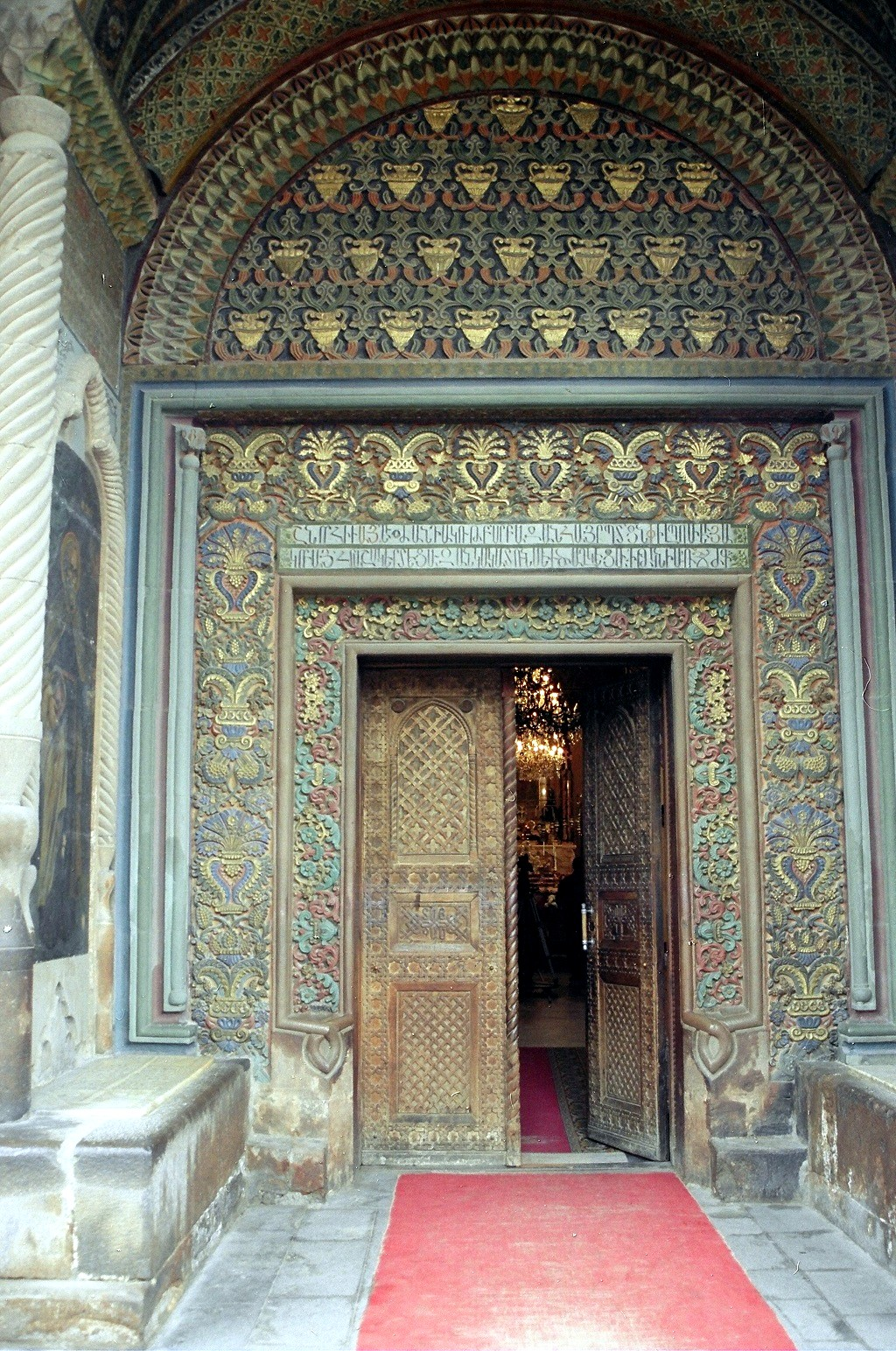
Eingangsportal mit Tympanon

Freskos wurden im 17. und 18. Jahrhundert durch die Malerfamilie Hovnatanjan ergänzt. Sie stellen Heilige und Szenen aus dem Alten Testament dar. Die Freskos wurden im Jahr 1891 entfernt, aber 1956 restauriert. Die Kathedrale ist somit eine der wenigen ausgemalten Kirchen Armeniens. Die Holztüren der Kathedrale wurden 1888 in Tiflis gefertigt.

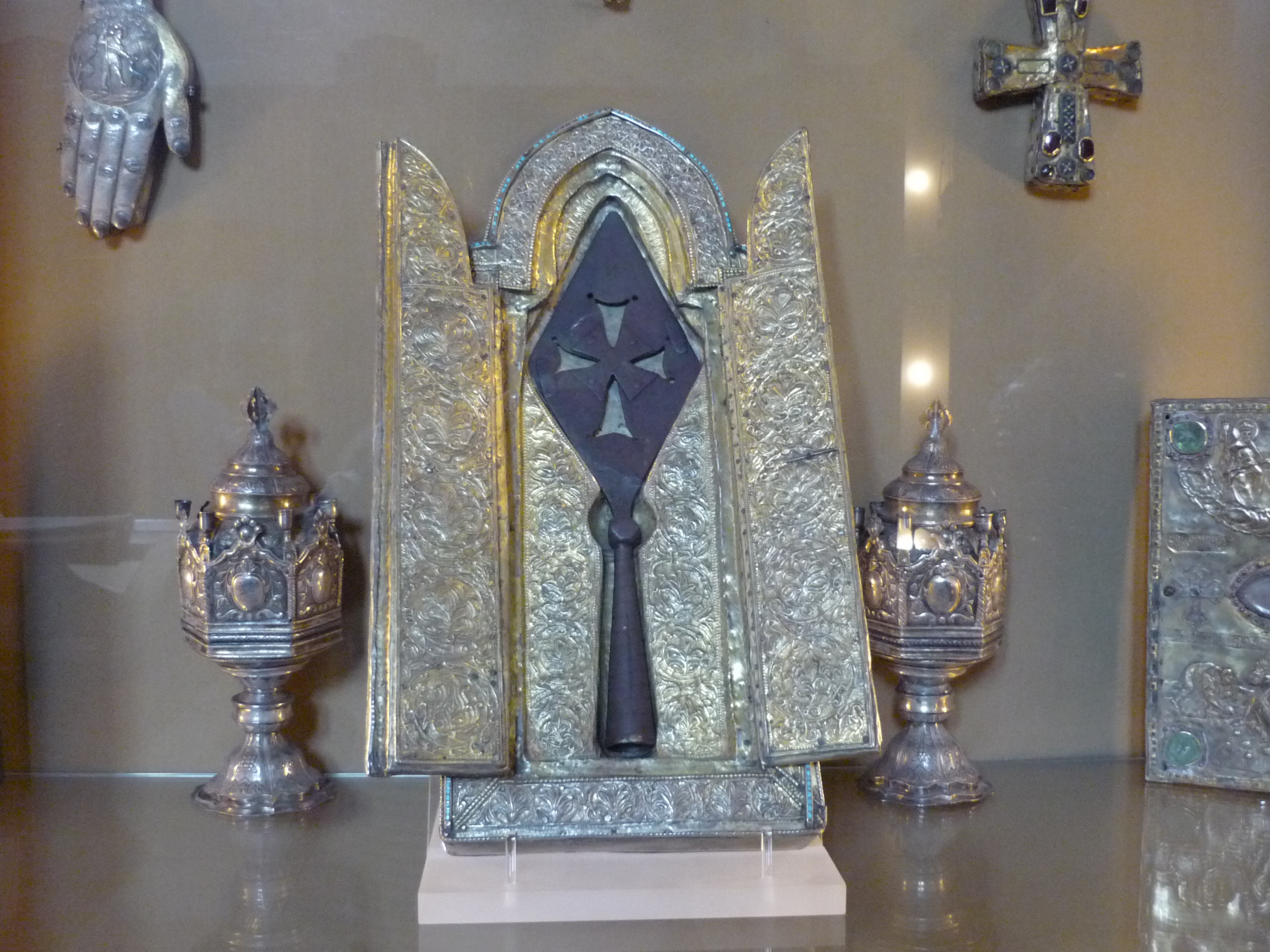
Heilige Lanze

Im in der Sakristei liegenden Museum befinden sich die Kirchenschätze. Unter anderem sind Kelche, liturgische Gewänder, wertvolle Kruzifixe und Reliquien zu sehen, darunter eine Schiffplanke, die von der Arche Noah stammen soll, und eine Heilige Lanzenspitze aus dem Kloster Geghard.
Nördlich der Kirche befinden sich mehrere Chatschkars aus dem Mittelalter. Ein bekannterer dieser Kreuzsteine stammt aus dem 17. Jahrhundert und enthält viele figürliche Darstellungen. Im unteren ist die Madonna mit Kind dargestellt, das obere zeigt eine typische Deësis, also den am jüngsten Tag zu Gericht sitzenden Jesus. Ein Chatschkar aus Culfa besticht durch die figürliche Darstellung des von Engeln umgebenen Jesus im oberen Feld. Berühmt ist der 1279 in der Region um den Ararat gefertigte Allerlöser („Amenaprkitch“)-Kreuzstein mit dem Erlöser, Maria und dem Drachentöter Georg in der Mitte. Bemerkenswert an diesem Kreuzstein ist vor allem die symbolische Darstellung im oberen Feld, wo ein Fantasievogel die Sonne und ein Stier den Mond auf seinem Rücken trägt.
Die Architektur zeugt vom einzigartigen Kirchenbaustil Armeniens, der durch Zentralkuppel und kreuzförmigen Grundriss gekennzeichnet ist und in der Region großen Einfluss entfaltete. Den Baustil der Kathedralen von Etschmiadzin und von Bagaran sehen Kunsthistoriker wie Josef Strzygowski in Westeuropa etwa in der Kirche der französischen Abtei Germigny-des-Prés zitiert.

## Klosteranlage

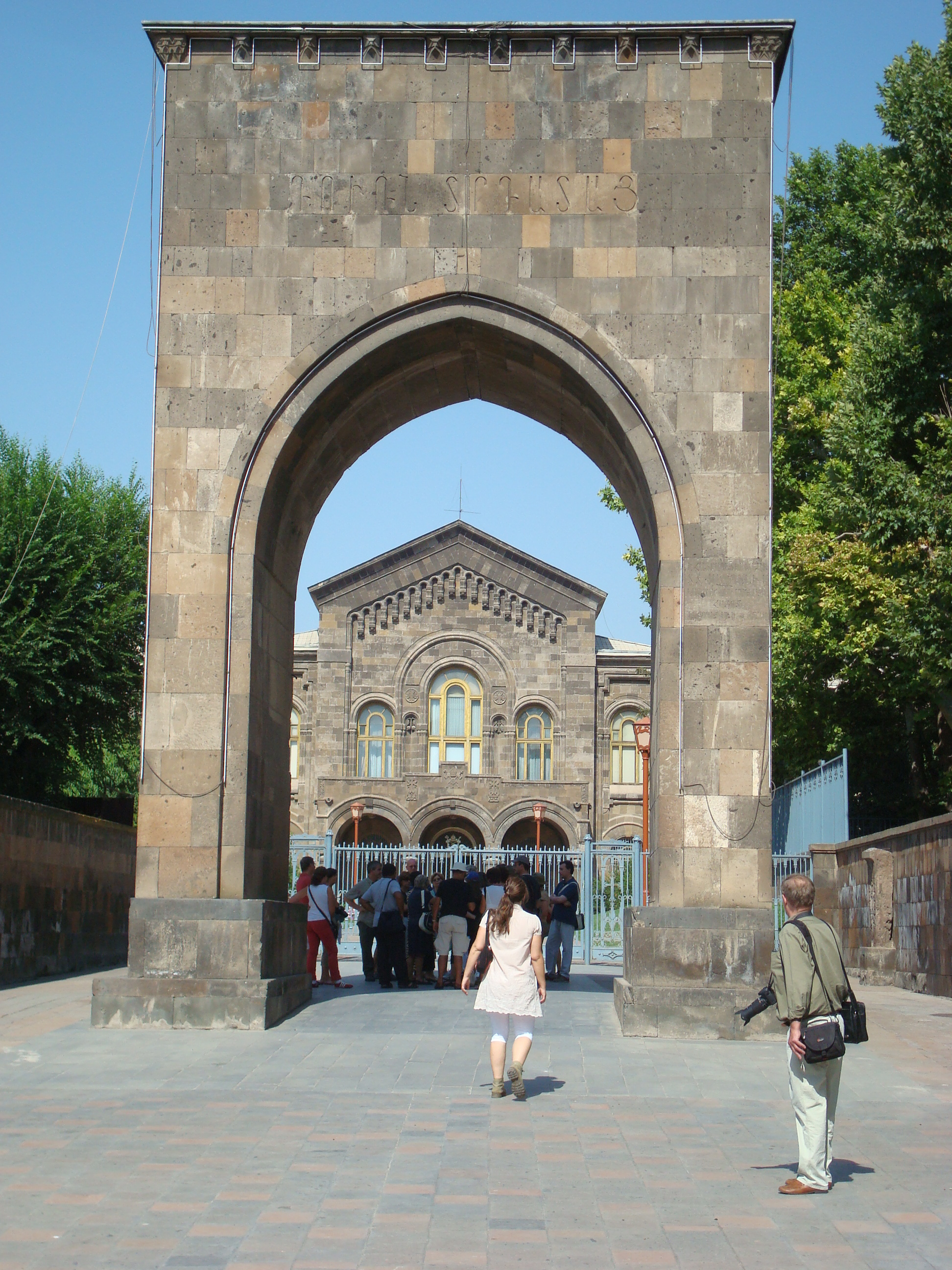
Trdat III.-Tor mit dahinterliegendem Palast des Patriarchen

Die gesamte Klosteranlage befindet sich im Besitz der armenisch-apostolischen Kirche. Unmittelbar westlich der von einem kleinen Park umrahmten Kathedrale ist das 1964 renovierte Trdat III.-Tor, das zum Palast des Patriarchen und den Verwaltungsgebäuden führt, die von einer Befestigungsmauer umgeben sind. Die pontifikale Residenz wurde in den Jahren 1910 bis 1915 erbaut und löste in der Folge die alte, von 1738 bis 1741 errichtete ab. Sie enthält die Büros des Katholikos, Residenzräume und ein Schatzmuseum. Nach dem Ersten Weltkrieg wurde die Residenz von den Sowjets als militärisches Hauptquartier bis zum Jahr 1956 benutzt, als sie dank der Bemühungen des Katholikos Vazken I. der Kirche zurückgegeben wurde.
Im Nordosten mit Gebäuden, die innerhalb und außerhalb der Anlage liegen, ist das Theologische Seminar, welches von Katholikos Georgios IV. 1874 erbaut wurde und nach ihm benannt ist. Im nordöstlichsten dieser Gebäude befindet sich die Administration. Des Weiteren sind auf dem Gelände eine 2008 fertiggestellte Taufkapelle, eine Kanzlei, ein Katholikos-Museum in der alten pontifikalen Residenz, ein vom bekannten armenischen Architekten Baghdasar Arsoumanian im Jahr 1982 entworfenes Schatzhaus, Klosterzellen aus dem 19. und 21. Jahrhundert, das Refektorium mit kleinem Klostergarten, das Dekanatsgebäude, ein dreigeschossiges Gästehaus, ein Uhrturm und eine Druckerei. Ferner wurde 1965 ein Chatschkar zum Gedenken an den armenischen Genozid errichtet. Neben dem ostwärts liegenden 2001 errichteten Haupteingang zum Gelände steht ein im gleichen Jahr erbauter Freiluftaltar in modernem Design.

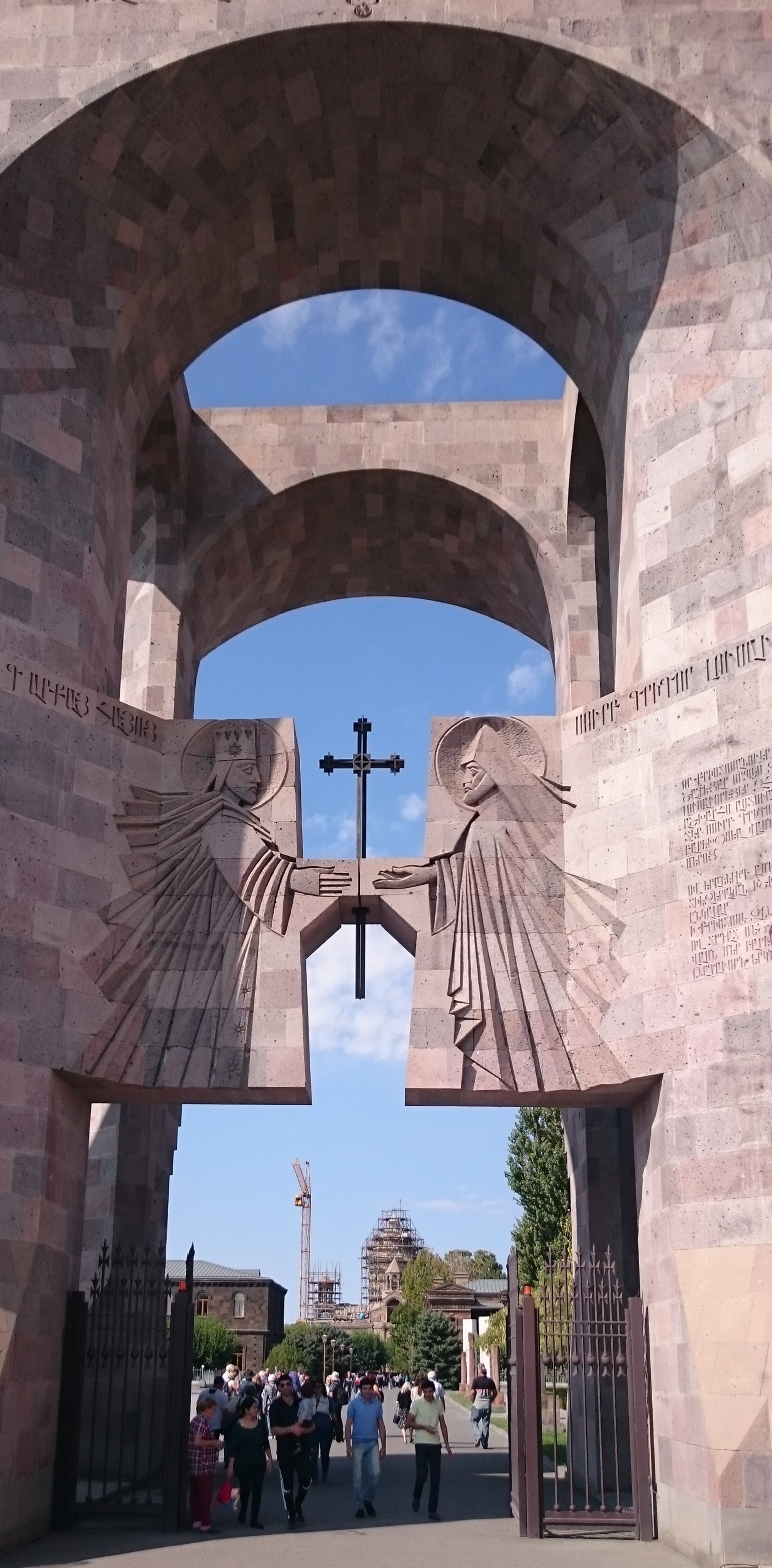
Eingangsportal zum Klosterbezirk Echmiadzin
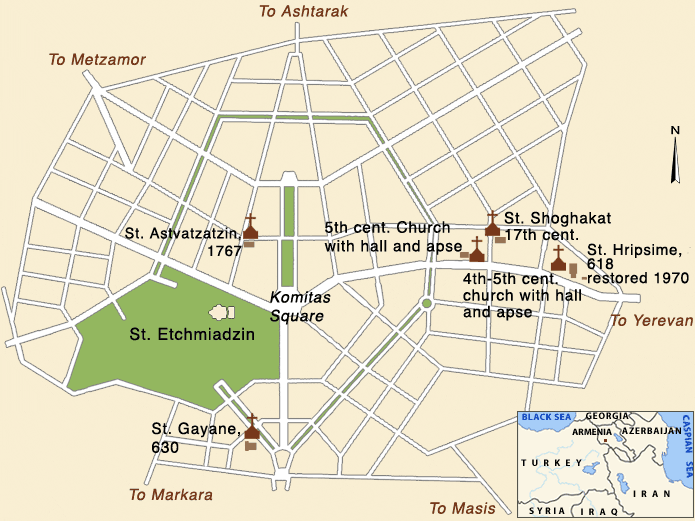
Karte von Etschmiadsin
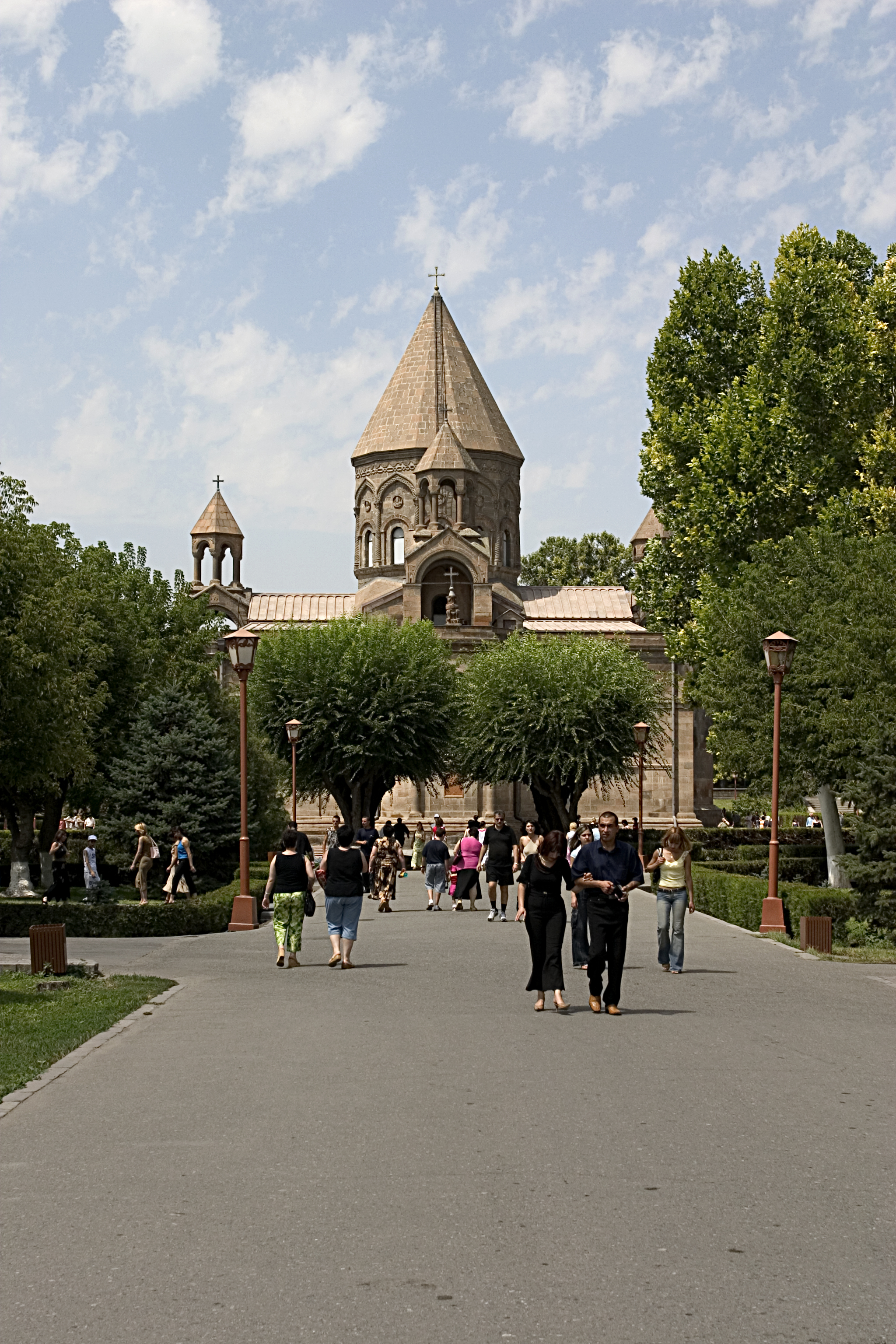
Blick vom ostwärtigen Haupteingang auf die Kathedrale
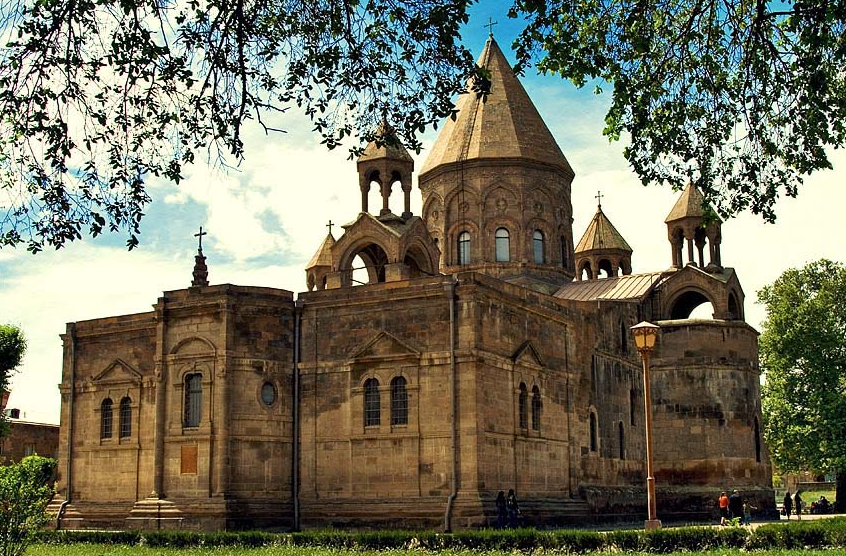
Im Vordergrund: die Anbauten des 19. Jahrhunderts um Ostapsis und Glockenturm
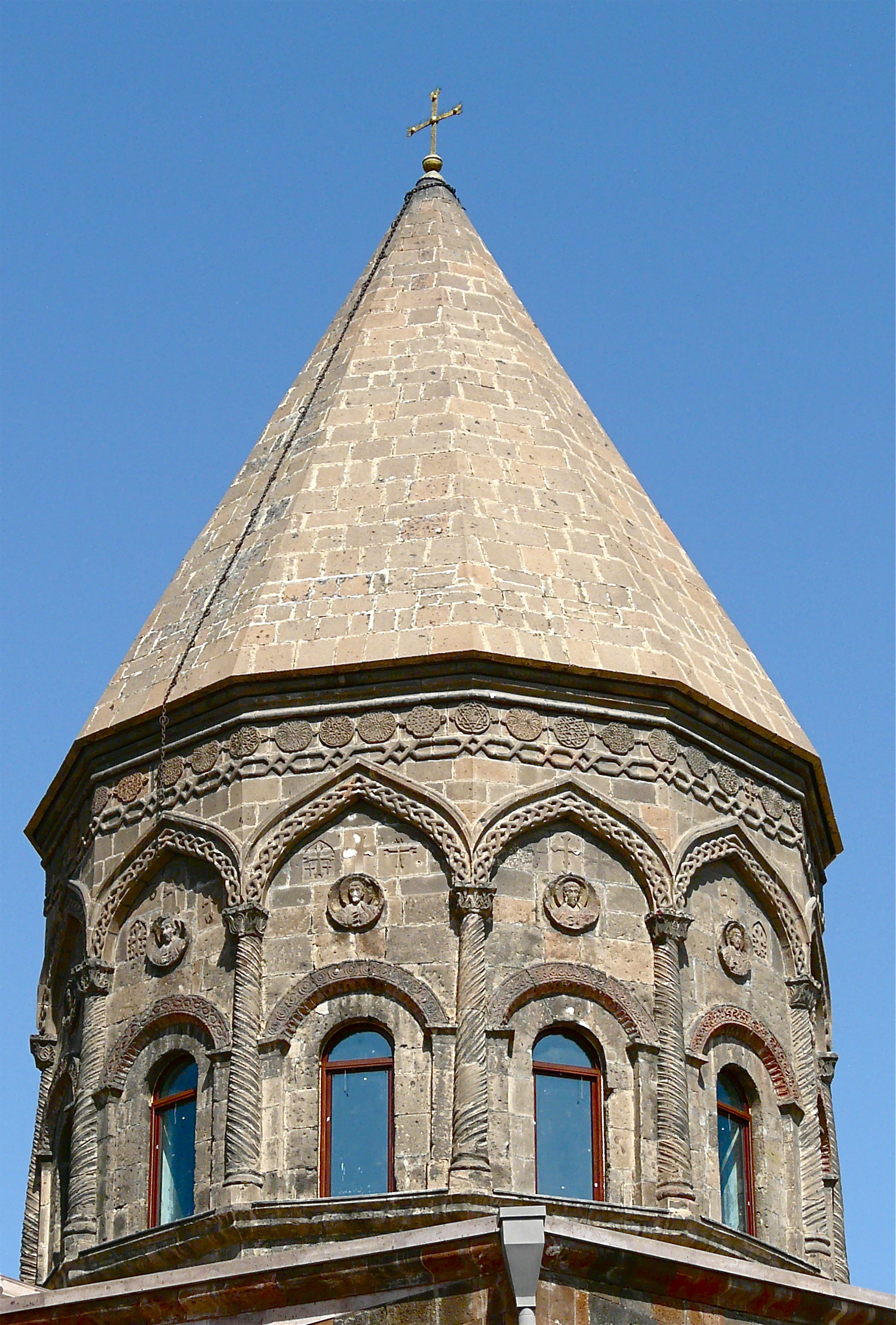
Detailansicht Tambour und Kuppelspitze
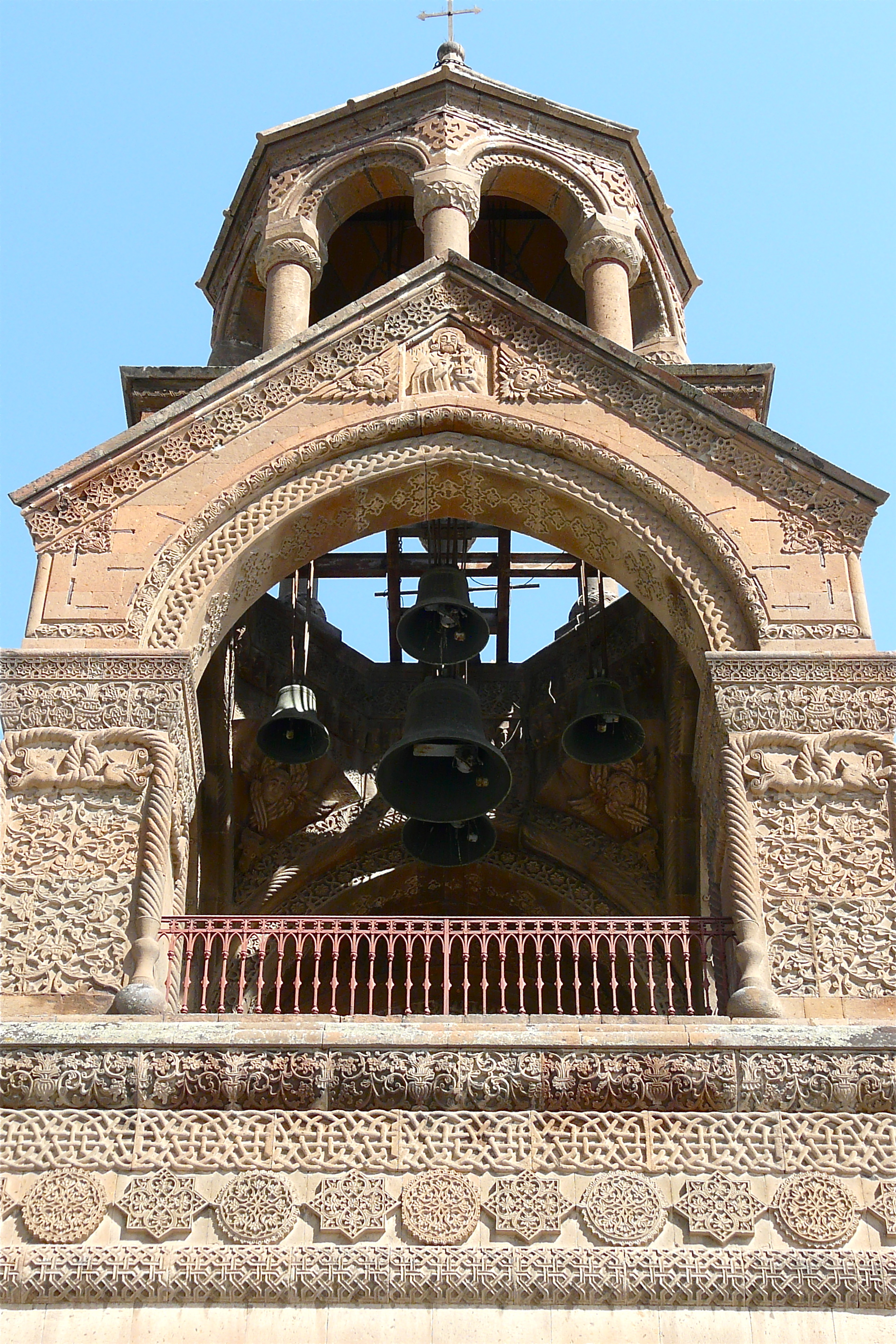
Detailansicht Glockenturm mit Reliefs
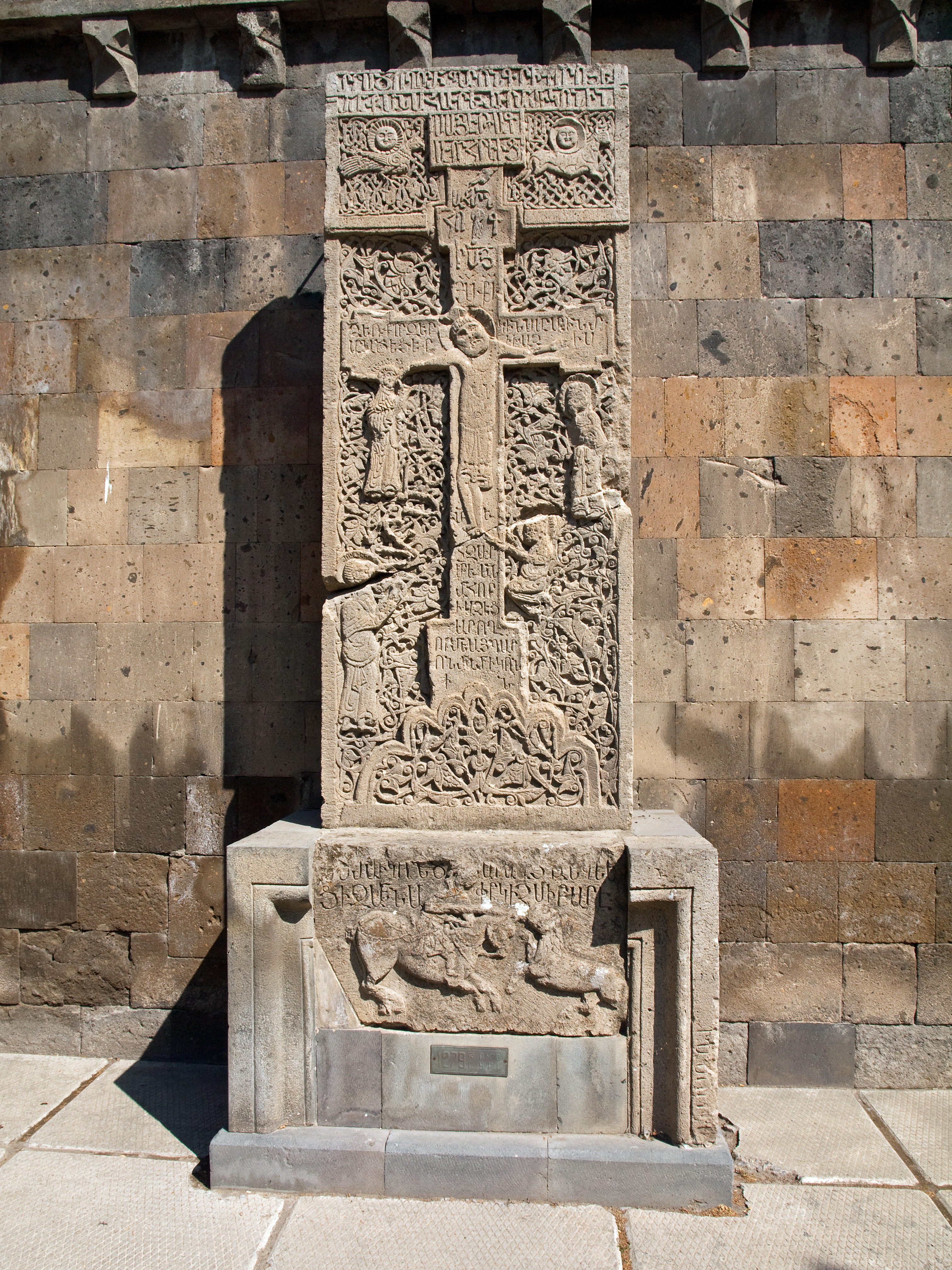
Allerlöser-Kreuzstein
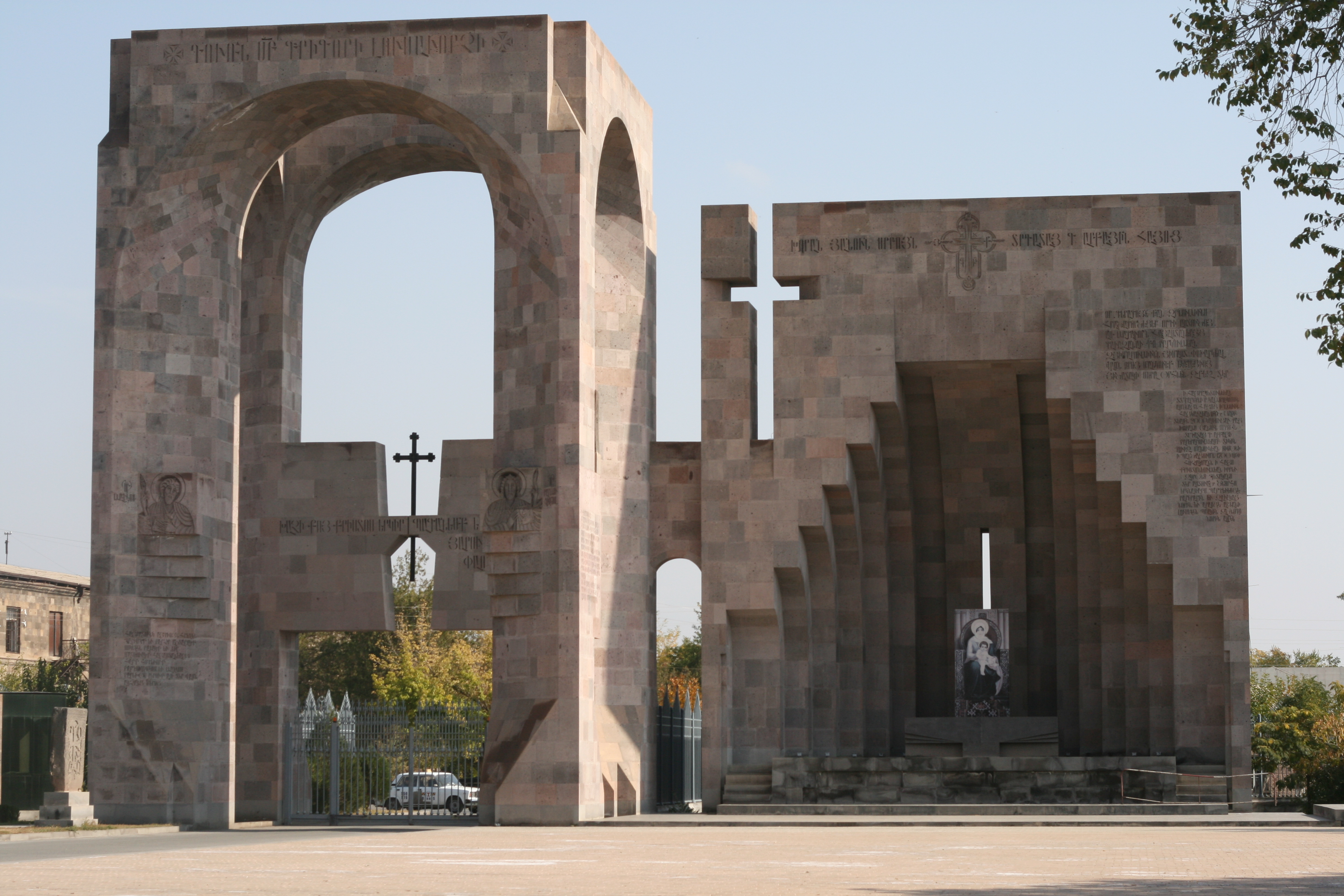
Freiluftaltar
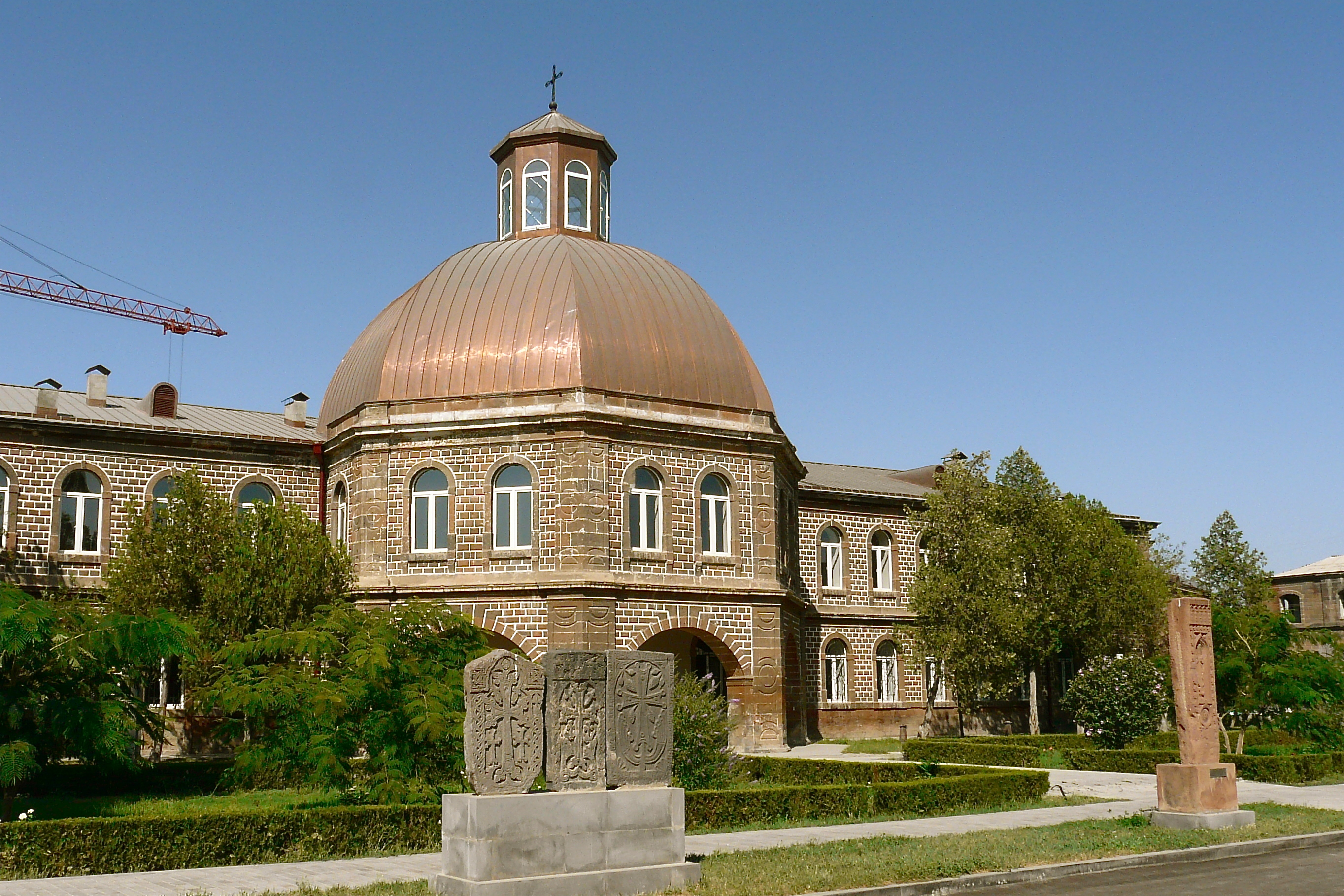
Theologisches Seminar